# 1992년 동계 올림픽 프랑스 선수단
1992년 동계 올림픽 프랑스 선수단은 프랑스 알베르빌에서 개최된 1992년 동계 올림픽에 참가한 프랑스 선수단이다.